# Alfred Schnegg
Alfred Schnegg, né le 8 décembre 1912 à Neuchâtel et mort dans la même ville le 22 décembre 1989, est un archiviste et historien suisse.

## Biographie
Alfred Schnegg passa sa jeunesse au Locle, son père était pasteur. Il fit de hautes études aux universités de Neuchâtel et de Heidelberg. Il obtient son doctorat ès lettres en 1935. Avant d'être archiviste, il était enseignant. Il décéda tragiquement renversé par une voiture. Marié à Denise Schnegg née Nardin (1921-2009).
Membre de la Société de Belles-Lettres, il entre aux archives de l'État de Neuchâtel en 1943 ; il y fut nommé archiviste adjoint en 1946, puis archiviste de l'État entre 1950 et 1977. À ce poste, il inspire, avec ses collaborateurs, le dramaturge Bernard Liègme dans sa pièce de théâtre Les archivistes.
Alfred Schnegg a siégé au comité de la Société d'histoire de l'art en Suisse de 1951 à 1967 et au conseil de la Société générale suisse d'histoire de 1953 à 1965. Alfred Schnegg est président du comité de rédaction du Musée neuchâtelois entre 1961 et 1976.

## Archives
Les notes de travail de Alfred Schnegg sont conservées aux Archives de l'État de Neuchâtel, un inventaire détaillé de ce fonds se trouve sur le portail des archives neuchâteloises. Ses notes concernent ses travaux de recherches sur des personnages comme le gouverneur de Neuchâtel François de Langes de Lubières (1714-1720), ainsi que sur le résident de Prusse à Paris, Jean Le Chambrier (1721-1740) et enfin au sujet de Jean-François de Chambrier et de Frédéric de Mulinen (1800-1815). On trouve aussi de la correspondance au sujet de l'édition critique des entreprises du duc de Bourgogne qu'il a publiée en 1948. L'auteur de l'édition originale publiée en 1884 est Abraham de Pury (ou Abram de Pury).

## Publications
- Alfred Schnegg, Comment Neuchâtel devint suisse, 1948
- Nombreux articles dans Musée neuchâtelois

## Sources
- Vincent Callet-Molin, « Schnegg, Alfred » dans le Dictionnaire historique de la Suisse en ligne, version du 11 avril 2013.